# Nathalie Lambert
Nathalie Lambert (n. 1 decembrie 1963, Montréal, provincia Québec, Canada) este o sportivă ce a reprezentat Canada, medaliată olimpică. A participat la 3 ediții ale Jocurilor Olimpice (1988, 1992, 1994) în care a câștigat o medalie de aur și două medalii de argint.